# Port Mathurin

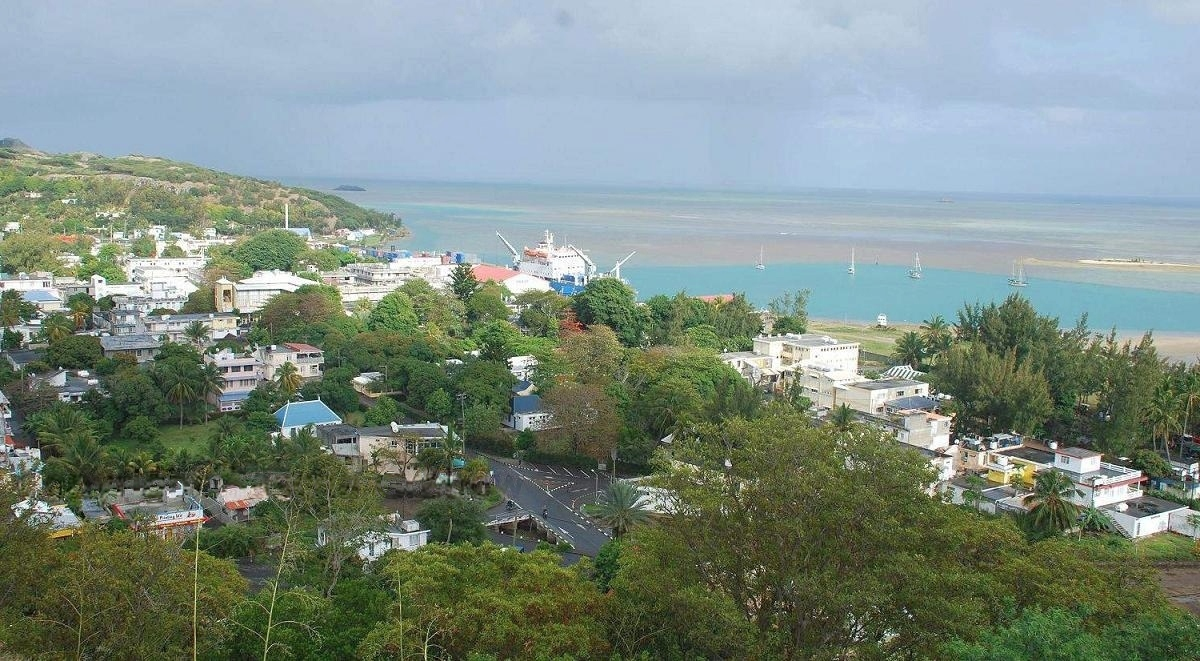
Port Mathurin

Port-Mathurin est la capitale régionale de l'île Rodrigues, district de la république de Maurice dans l'archipel des Mascareignes, au sud-ouest de l'océan Indien. Cette petite ville d'environ 6 000 habitants accueille le siège de l'assemblée régionale de Rodrigues et concentre la part la plus importante de l'activité économique et administrative de l'île.

## Histoire
L'île fut explorée brièvement par des marins hollandais en septembre 1601 lorsque l'amiral Wolfert Harmensz fit une halte de quelques jours au large de Rodrigues. Par la suite, d'autres navires hollandais s'y arrêtèrent, mais l'île demeura déserte jusqu'en 1691, lorsqu'un groupe de huit réfugiés protestants (huguenots) y débarqua, sous la conduite de François Leguat, mais n'y resta que deux ans. À la suite de la prise de possession de Rodrigues par les Français en 1725, un détachement de soldats fut stationné à Rodrigues et son commandant s'installa à Port-Mathurin. C'est depuis cette époque que la localité est considérée comme le centre administratif de l'île. Un des premiers habitants de la période d'occupation française fut un certain Mathurin Morlaix, certaines sources évoquant Mathurin Bréhinier. C'est son prénom qui serait devenu le nom de la localité.

## Infrastructures
Port Mathurin accueille le siège de l'Assemblée régionale ainsi que les uniques cour de justice, station-service (une deuxième station-service existe maintenant au centre de l'ile) et pharmacie de Rodrigues. Les habitations se concentrent autour de ce noyau, dans les lieux dits Fond la Digue, Baie Lascar, Montagne Fanal, Camp du Roi, et autres Pointe Monier.
Le collège de Rodrigues s’y trouve, unique institution scolaire œcuménique de la région Océan Indien. Les cinq autres établissements scolaires rodriguais du secondaire sont disséminés dans d’autres localités et gérés par une compagnie parapublique, le Rodrigues Educational Development Company, ou REDCO.